# Alf Ainsworth
Alphonso "Alf" Ainsworth (1913. július 31. – 1975. április 25.) angol labdarúgó, aki csatár poszton játszott. Pályafutása során megfordult a Manchester Unitedben és a New Brightonban is.

## Pályafutása

### A II. világháború előtt
Ainsworth a Cheshire County League-ben szereplő Ashton Unitedben kezdte pályafutását. 1933-ban amatőrként a Manchester Unitedhez igazolt. 1934. március 3-án mutatkozhatott be a Bury ellen. Ezen kívül még mindössze egy alkalommal jutott lehetőséghez, majd 1935 szeptemberében a New Brightonhoz igazolt, ahol a háború előtt 150 bajnoki meccsen 39 gólt szerzett.

### A háború közben
A második világháború 1939-es kitörését követően Ainsworth több klubban is megfordult és több ideiglenesen, a háború idejére létrehozott bajnokságban szerepelt. A világégés alatt az Accrington Stanleyben, a Buryben, a Rochdale-ben, a Southportban és az Oldham Athleticben is játszott.

### A háború után
Ainsworth 1946-ban visszakerült a New Brightonhoz, ahol még 28 meccsen szerepelt és 9 gólt szerzett. 1947 szeptemberében a Congleton Townhoz igazolt, ahol visszavonulásáig játszott.